# Oreocyba propinqua
Oreocyba propinqua är en spindelart som beskrevs av Holm 1962. Oreocyba propinqua ingår i släktet Oreocyba och familjen täckvävarspindlar. Inga underarter finns listade i Catalogue of Life.